# California Winter (canção)
"California Winter" é uma canção da cantora e compositora norte-americana Bonnie McKee. Foi lançada digitalmente em 18 de dezembro de 2013 na iTunes Store, sendo o primeiro lançamento independente de McKee. O vídeo musical foi lançado no dia seguinte ao lançamento na conta oficial de McKee no YouTube.

## Vídeo musical
O vídeo musical de "California Winter" foi lançado a 19 de dezembro de 2013. Foi dirigido por Dan O'Sullivan e mostra McKee e amigos se divertindo e "produzindo" cenas natalinas em um estúdio.

## Recepção da crítica
"California Winter" recebeu avaliações positivas dos críticos de música contemporânea e fãs. Michelle McGahan do PopCrush afirmou que a faixa é "super fofa e otimista", que "[contém] todos os elementos para se tornar um hit da temporada de natal de 2014."